# Idrettsklubben Start
L'Idrettsklubben Start, meglio noto come Start, è una società calcistica norvegese con sede nella città di Kristiansand. Milita nella 1. divisjon, la seconda serie del campionato norvegese di calcio.

## Allenatori e presidenti
| Allenatori - 1947-1948 Håkon Hertzberg - 1949 Willy Wolf - 1950-1951 Sverre Heidenreich - 1954-1955 Karsten Johannessen - 1956 Håkon Hertzberg - 1957 Karsten Johannessen - 1958-1960 Håkon Hertzberg - 1961 Karsten Johannessen - 1962 Leif Winther - 1963-1964 Sven Åge Olsen - 1965 Ivar Bø - 1966 Håkon Hertzberg - 1967-1968 Karsten Johannessen - 1969 Kjell Pettersen - 1970 Karl Durspekt - 1971-1974 Karsten Johannessen - 1975-1977 Tor Røste Fossen - 1978-1981 Karsten Johannessen - 1982 Svein Hammerø - 1982-1984 Erik Ruthford Pedersen - 1985 Karsten Johannessen - 1986-1987 Brian Green - 1988-1989 Karsten Johannessen - 1990-1994 Brede Skistad - 1995 Erik Ruthford Pedersen - 1995 Steve Perryman - 1996 Teddy Moen - 1996 Karsten Johannessen - 1997-1998 Trond Pedersen - 1999-2002 Jan Halvor Halvorsen - 2002 Guðjón Þórðarson - 2003 Bård Wiggen - 2004-2006 Tom Nordlie - 2006-2007 Stig Inge Bjørnebye - 2007 Benny Lennartsson - 2008 Arne Sandstø - 2009-2011 Knut Tørum - 2011-2014 Mons Ivar Mjelde - 2014 Bård Borgersen - 2016-2017 Steinar Pedersen - 2017 Mick Priest - 2018 Mark Dempsey - 2017 Mick Priest - 2018-2019 Kjetil Rekdal - 2019-2021 Jóhannes Harðarson - 2021-2023 Sindre Tjelmeland - 2024-oggi Azar Karadas | Presidenti - 2012-2016 Magne Kristiansen - 2016-2018 Geir Tønnesland - 2018-2020 Monica Grimstad - 2020-oggi Dag Andersen |

## Palmarès

### Competizioni nazionali
- Campionato norvegese: 2

1978, 1980
- 1. divisjon: 3

2004, 2012, 2017

### Competizioni giovanili
- Norgesmesterskapet G19: 4

1974, 1993, 2006, 2007

### Altri piazzamenti
- Campionato norvegese:

Secondo posto: 2005
Terzo posto: 1973, 1975, 1979, 1983, 1984, 1991, 1992
- Coppa di Norvegia:

Semifinalista: 1975, 1978, 1988, 2000, 2006, 2011, 2018
- 1. divisjon:

Secondo posto: 2001, 2017
Terzo posto: 1999, 2008, 2019

## Organico

### Rosa 2024
Rosa aggiornata al 9 febbraio 2024.
| N. |                        | Ruolo | Calciatore               |
| -- | ---------------------- | ----- | ------------------------ |
| 1  | Norvegia (bandiera)    | P     | Jasper Silva Torkildsen  |
| 2  | Islanda (bandiera)     | C     | Bjarni Mark Antonsson    |
| 8  | Norvegia (bandiera)    | C     | Mathias Grundetjern      |
| 10 | Gambia (bandiera)      | A     | Alagie Sanyang           |
| 11 | Norvegia (bandiera)    | C     | Eirik Schulze            |
| 12 | Norvegia (bandiera)    | P     | Herman Seierstad Johnsen |
| 14 | Paesi Bassi (bandiera) | D     | Luc Mares                |
| 16 | Svezia (bandiera)      | C     | Tom Strannegård          |
| 21 | Norvegia (bandiera)    | C     | Sander Sjøkvist          |

| N. |                      | Ruolo | Calciatore            |
| -- | -------------------- | ----- | --------------------- |
| 23 | Finlandia (bandiera) | D     | Kalle Wallius         |
| 25 | Norvegia (bandiera)  | D     | Jesper Gregersen      |
| 26 | Norvegia (bandiera)  | A     | Marius Nordal         |
| 27 | Norvegia (bandiera)  | A     | Sander Alvestad Svela |
| 30 | Norvegia (bandiera)  | D     | Fabian Østigård Ness  |
| 44 | Svezia (bandiera)    | A     | Salim Nkubiri         |
| 96 | Danimarca (bandiera) | P     | Mark Jensen           |
|    | Germania (bandiera)  | C     | Sebastian Griesbeck   |
|    | Norvegia (bandiera)  | D     | Sivert Sira Hansen    |